# Big Mike
Big Mike, właśc. Michael Barnett (ur. 27 września 1971) – amerykański raper z Nowego Orleanu. Był członkiem grupy Convicts, którą tworzył z raperem z Houston Mr. 3-2. Ich pierwszy album wyszedł w roku 1991.

## Dyskografia
Opracowano na podstawie źródła.
- Somethin' Serious (1994)
- Still Serious (1997)
- Hard to Hit (1999)
- Keep it Playa (2006)
- Serious As Can Be (2009)

### Mixtape
- The Predator Is Back (2007)